# Telemach
Telemach est un opérateur mobile slovène créé en 2006. Il s'agit de l'un des principaux opérateurs mobiles de Slovénie, doté du réseau mobile le plus fiable, ainsi que le fournisseur de services mobiles à la croissance la plus rapide du pays.
En 2015, Telemach acquiert l'entreprise Tušmobil pour environ 150 millions d'euros afin d'entrer sur le marché de la téléphonie mobile, avant d'entamer une rénovation importante du réseau mobile.